# Witali Jakowlewitsch Wulf

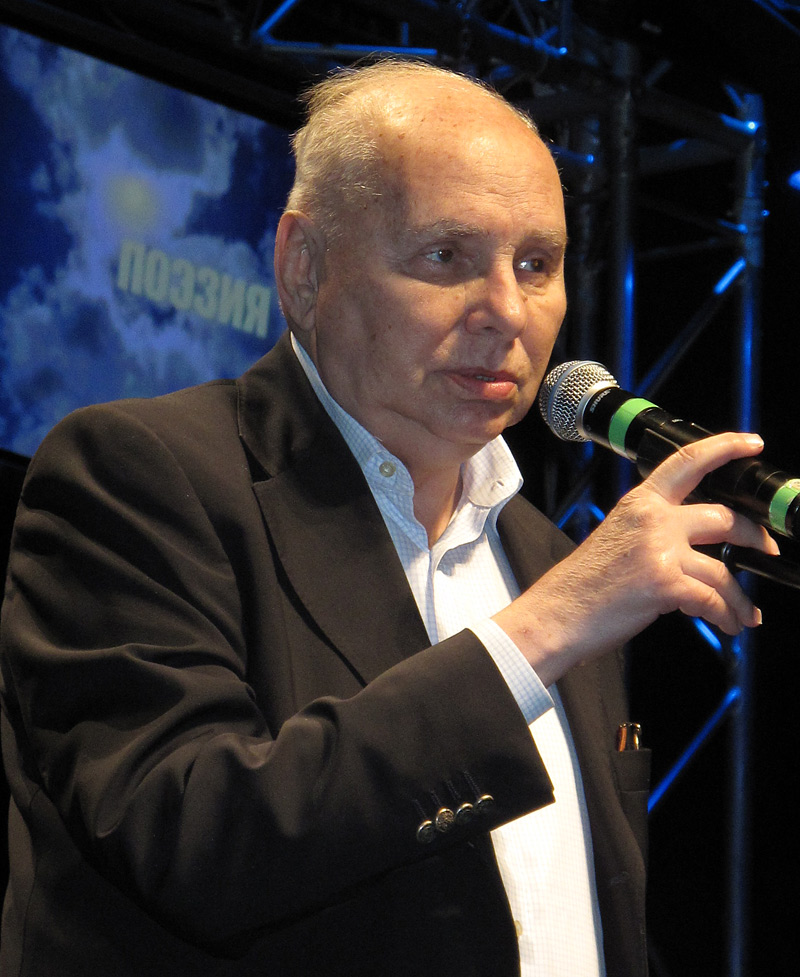
Witali Wulf (2008)

Witali Jakowlewitsch Wulf (russisch Виталий Яковлевич Вульф, * 23. Mai 1930 in Baku, Aserbaidschanische SSR; † 13. März 2011 in Moskau) war ein russischer Kulturhistoriker, Drehbuchautor, Übersetzer und TV-Moderator.
Wulfs Vater war ein aus Lausanne stammender Rechtsanwalt, der 1919 über Moskau nach Baku zog. Wulf absolvierte an der Lomonossow-Universität in Moskau ein Studium der Rechtswissenschaft. Von 1967 bis 1997 arbeitete er, erst als wissenschaftlicher Mitarbeiter, später als Professor, am Institut für die Internationale Arbeiterbewegung der Akademie der Wissenschaften der UdSSR (heute Institut für vergleichende Politologie und Arbeiterbewegung), seit 1992 am Institut für Vergleichende Politikwissenschaft. Er erforschte mit einer Arbeitsgruppe das Bewusstsein der Jugendlichen in der westlichen Welt und deren Kultur. Seit 1967 veröffentlichte er wissenschaftliche und journalistische Arbeiten über die Hippie-Bewegung. 1989 wurde er mit dem Thema: "Das amerikanische Theater der 1970er Jahre und die sozio-politischen Realität" promoviert. 
1992 ging Wulf in die Vereinigten Staaten, wo er für zwei Jahre an der Theater-Fakultät der New York University unterrichtete. Von 2001 bis 2003 war er mit Serafima Chebotar Herausgeber der russischen Ausgabe der Modezeitschrift L'Officiel. Wulf übersetzte etwa 40 Theaterstücke, unter anderem von Tennessee Williams, Somerset Maugham, Edward Albee ins Russische. Von 2005 bis zu seinem Tod veröffentlichte er sieben Biografien herausragender Persönlichkeiten, darunter Charlie Chaplin, Ernest Hemingway und Theodore Roosevelt. 2007 wurde Witali Wulf Chefredakteur von Radio Kultur bei Rossija 1 (RTR).
Wulf wurde auf dem Friedhof Trojekurowo begraben.